# Fehér Balázs Benő
Fehér Balázs Benő (Hódmezővásárhely, 1990. december 22. –) Junior Prima díjas magyar színész, rendező.

## Élete
2014-ben végzett a Színház- és Filmművészeti Egyetem színész szakán. A negyedik évfolyamon több hónapot töltött a Londoni Nemzeti Színháznál az Erasmus-program keretében. 2014-től szabadúszó (színészként, rendezőként), több színház mellett rendszeresen dolgozik a Kultúrbrigád produkcióiban is.
Öccse, Fehér András Balázs, szintén színész.

## Színházi szerepei
- Hannibál tanár úr Bemutató 2022.12.03. Kultúrbrigád
- Moby Dick, vagy a fehér bálna Bemutató 2022. október 7. Trafó, Staféta program
- A Vadkacsa Bemutató 2022. március 27. Marosvásárhelyi Nemzeti Színház, Tompa Miklós Társulat
- A rét Bemutató 2021. október 23. FAQ Társulat
- Bánk bán (2020/21 évadtól) Bemutató 2019. december 20. Katona József Színház
- Alkésztisz Bemutató 2020. február 7. FAQ Társulat
- Doboz Bemutató 2018. december 7. FÜGE Produkció
- 12 dühös ember Bemutató 2018. december 20. Kultúrbrigád
- Így szerettek ők – József Attila II. Bemutató 2018. december 10. Átrium
- II. Edward (2018/19 évadtól) Bemutató 2016. október 7. Átrium
- A Krakken művelet Bemutató 2018. március 3. Kultúrbrigád
- Így szerettek ők – József Attila Bemutató 2017. december 5. Átrium
- Egy, kettő, három Bemutató 2016. november 4. Kultúrbrigád
- Makbett Bemutató 2015. szeptember 24. Kultúrbrigád
- Lear király Bemutató 2015. október 4. Radnóti Színház
- Az Őrült Nők Ketrece Bemutató 2014. július 12. Kultúrbrigád
- Vőlegény Bemutató 2014. március 14. Pesti Színház
- Téli utazás Bemutató 2014. január 4. Vígszínház
- Julius Caesar Bemutató 2014. december 6. Vígszínház
- Euripidész : Élektra Színház- és Filmművészeti Egyetem (Ódry Színpad)
- Peer Gynt Színház- és Filmművészeti Egyetem (Ódry Színpad)
- A Kígyóasszony Bemutató 2012. október 20. Színház- és Filmművészeti Egyetem (Ódry Színpad)
- Kabaré Bemutató 2012. december 31. Színház- és Filmművészeti Egyetem (Ódry Színpad)

## Rendezései
- Dosztojevszkij: Bűn és bűnhődés (egynézős előadás) (Színház- és Filmművészeti Egyetem, 2012)
- Friel: Hitgyógyász (Színház- és Filmművészeti Egyetem, 2012)
- Vian: Tajtékos napok (Színház- és Filmművészeti Egyetem, 2014)
- Donizetti: A csengő (Magyar Állami Operaház, 2014)
- Csehov: Sirály (Kultúrbrigád / Átrium Film-Színház, 2015)
- Lessing: Emilia Galotti (Katona József Színház, 2016)
- Wells: A Fura (Orlai Produkciós Iroda, 2016)
- Dosztojevszkij: A játékos (Radnóti Színház, 2017)
- Feydeau: A balek (A hülyéje) (Móricz Zsigmond Színház – Nyíregyháza, 2018)
- Carly Wijs: Mi és ők (Orlai Produkciós Iroda, 2018)
- Joe Orton: A kulcslyukon át  (Thália színház, 2019)
- Ödön von Horváth: Mesél a bécsi erdő (Móricz Zsigmond Színház – Nyíregyháza, 2019)
- Kurt Weill • Bertolt Brecht: Koldusopera (Budaörsi Latinovits Színház, 2019)
- Boris Vian: Piros fű (Marosvásárhelyi Nemzeti Színház, Tompa Miklós Társulat, 2021)
- Thomas Mann: Tonio Kröger (Staféta program, Fészek Művészklub, 2021)
- William Shakespeare: Szentivánéji álom Budaörsi Latinovits Színház, 2021)
- Nyikolaj Vasziljevics Gogol: A revizor (Jászai Mari Színház, Tatabánya, 2022)
- Friedrich Schiller: Ármány vs. Szerelem (Marosvásárhelyi Nemzeti Színház, Tompa Miklós Társulat, 2022)
- Eugene O'Neill: Utazás az éjszakába (K Stúdió Színház, 2023)
- Ödön von Horváth: Kasimir és Karoline (Jászai Mari Színház, 2023)
- Boris Vian – Laboda Kornél: Pekingi ősz (Katona József Színház, 2023)
- Garaczi László, Fehér Balázs Benő: Metaxa (Marosvásárhelyi Nemzeti Színház,Tompa Miklós Társulat, 2024)
- Ivan Viripajev: Részegek (Budaörsi Latinovits Színház,2024)

## Film- és televíziós szerepei
- Madárdal (2012)
- Munkaügyek (2013)
- A legyőzhetetlenek (2013) ...Zoli
- Hacktion: Újratöltve (2013) ...Leó
- Tetemre hívás (2014)
- Couch Surf (2014) ...Viktor
- Csak színház és más semmi (2016)
- Kémek küldetése (2017) ...Leon
- Budapest Noir (2017) ...Nyilas suhanc
- Egynyári kaland (2018–2019) ...Ákos
- 200 első randi (2019) ...Móra Kristóf
- A besúgó (2022) ...Vincze Peti

### Klipek
- Halott Pénz – Élnünk kellett volna (2016)
- Halott Pénz – Szétszeretlek (2022)

## Díjai, elismerései
- Junior Prima díj (2019)[6]
- Uniter – legjobb rendezés jelölés (2022)
- Vastaps művészeti díj – Katona József Színház (2024)